# Money (bài hát của Pink Floyd)

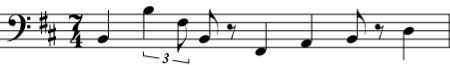
Đoạn bassline của Roger Waters được Adrian Ashton miêu tả là "một trong những giai điệu bass đáng nhớ nhất từng được thu âm."

"Money" là đĩa đơn của ban nhạc progressive rock Pink Floyd, trích từ album The Dark Side of the Moon (1973). Ca khúc được sáng tác bởi Roger Waters và mở đầu cho mặt B của album. Đây là đĩa đơn thành công đầu tiên của ban nhạc tại thị trường Mỹ, đạt vị trí số 10 trên tạp chí Cash Box và vị trí số 13 trên bảng xếp hạng Billboard.
"Money" đặc trưng bởi nhịp 7
4–4
4 hiếm có, cùng âm thanh thu âm đồng xu từ các máy đánh bạc có thể được nghe từ đầu cho tới cuối của ca khúc.

## Thành phần tham gia sản xuất
Pink Floyd
- David Gilmour – hát chính, guitar điện
- Roger Waters – bass, hiệu ứng băng thâu
- Richard Wright – piano Wurlitzer điện
- Nick Mason – trống, hiệu ứng băng thâu

Nghệ sĩ khách mời
- Dick Parry – tenor saxophone

Thu âm
- Pink Floyd – sản xuất
- Alan Parsons – kỹ thuật viên âm thanh
- Peter James – trợ lý thu âm (bị ghi sai thành "Peter Jones" trong ấn bản đĩa than LP đầu tiên tại Mỹ)
- Chris Thomas – quản lý phòng thu

### Ấn bản 1981
- David Gilmour – hát, guitar, piano Wurlitzer điện, bass, trống
- Dick Parry – tenor saxophone

Sản xuất
- David Gilmour – sản xuất
- James Guthrie – kỹ thuật viên âm thanh

## Xếp hạng
| Bảng xếp hạng (1973)    | Vị trí cao nhất |
| ----------------------- | --------------- |
| Canada RPM 100 Singles  | 18              |
| Austria                 | 10              |
| Germany                 | 49              |
| Italy (Musica e Dischi) | 15              |
| Spain (AFE)             | 10              |
| US Billboard Hot 100    | 13              |
| US Cash Box Top 100     | 10              |
| Bảng xếp hạng (1981)    | Vị trí cao nhất |
| US Billboard Top Tracks | 37              |

| Bảng xếp hạng (1973)            | Vị trí |
| ------------------------------- | ------ |
| Canada                          | 157    |
| US (Joel Whitburn's Pop Annual) | 111    |
| US Opus                         | 91     |
| US Cash Box                     | 85     |
| US Billboard Hot 100            | 92     |

## Chứng chỉ
| Quốc gia                                                    | Chứng nhận | Số đơn vị/doanh số chứng nhận |
| ----------------------------------------------------------- | ---------- | ----------------------------- |
| Ý (FIMI) doanh thu tính từ năm 2009                         | Bạch kim   | 50.000‡                       |
| Anh Quốc (BPI) doanh thu tính từ năm 2005                   | Vàng       | 400.000‡                      |
| ‡ Chứng nhận dựa theo doanh số tiêu thụ và phát trực tuyến. |            |                               |